# Ташкентская кольцевая автомобильная дорога
Ташкентская кольцевая автодорога (узб. Toshkent halqa yo‘li) — окружная автомобильная дорога Ташкента, проходящая приблизительно по административной границе города.

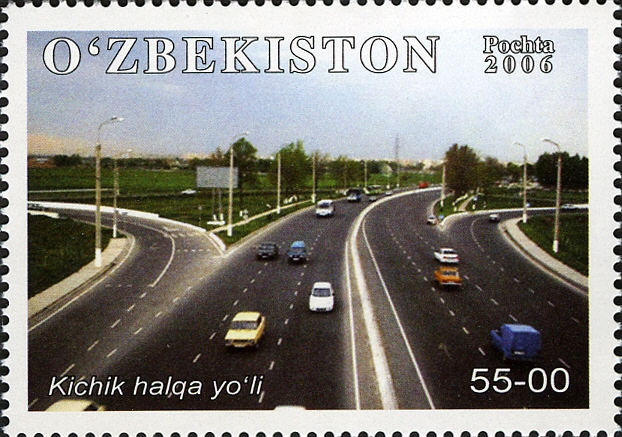
Почтовая марка. 2006 год.

Протяжённость трассы составляет 76,7 километров. Ташкентская кольцевая дорога является дорогой общегосударственного значения. Кольцо состоит из больших и маленьких дорог.

## История
Проектирование и строительство Большой кольцевой дороги проводилось в 1959—1968 годах в несколько этапов. 67 км дороги имеют твердое покрытие (48 км цементобетона, 19 км асфальтобетона). Транзит служит для обхода города Ташкента, повышения безопасности движения в городе и улучшения окружающей среды. Эта дорога соединена с тремя международными (M34; M39; A373), 7 национальными, 10 местными дорогами и многими городскими дорогами международного значения. На дороге имеется 22 моста и путепровода общей протяжённостью 3372 м. Это сложное инженерное сооружение с 6125 м из 160 труб и других архитектурных сооружений. Среднесуточный траффик за 2004 год составил 38 500 автомобилей в день.
Строительство Малой кольцевой дороги было инициировано президентом Республики Узбекистан И. А. Каримовым с целью расширения территории Ташкента, увеличения количества транспортных средств и рациональной организации и координации движения на улицах города.